# 耀華力路
耀華力路（音素換寫：T̄hnn yeāwrāch，皇家轉寫：Thanon Yaowarat）位於泰國首都曼谷的三攀他旺縣，是曼谷唐人街最重要的道路。有許多小街小巷，充滿商店及供應商銷售各類貨物，泰國華人之主要商業貿易中心，亦為美食夜市。

## 歷史
暹羅君主拉瑪四世開闢石龍軍路後，感到三聘街雖然是華裔的商業貿易中心，然而侷促一隅，難以再有地方可以發展，屬曼谷唯一不能行駛汽車的繁榮商業區，因此有意在三聘街與石龍軍路之間，開創一條能通行汽車的新馬路。在1881年規劃動工，可惜拉瑪四世在1886年駕崩，工程延誤至1892年，才由他的繼任者拉瑪五世諭令開工。它由高亭越三振佛寺起，至三皇府三聘城門為止，全長1,430公呎，寬20公呎，行人道寬4公呎。當年有一位姓林的華僑，爵名為“坤耀華力陀那勒”，捐獻出大片土地供整路，這條馬路被命名「耀華力路」以之褒揚林先生的功績。華僑相繼到這條新馬路經商，商店排屋林立，並先後創建「老噠叻」「新噠叻」「龍尾爺街噠叻」等菜市場；並有戲院、電影院、「九層樓」及「六層樓」等作為飯店、咖啡室、麻將館及舞廳等娛樂場所。樓房以中國建築為主，掛上漢字招牌，戲院裡上演來自中國廣東省的潮劇，商場裡講潮州話。1946年6月3日，七世王曾和王储普密蓬步行巡视耀华力路和三聘街，耗费整个上午。曼谷华裔和本土泰人之间的矛盾因此大为缓和。
在二战以前，耀华力路是曼谷最为繁华热闹的地方，如今亦是曼谷重要的商业区域。这里人口稠密，聚集诸多华人富商望族，地价一直位居曼谷各地前列。每逢春节，耀华力路会改为步行区，居民张灯结彩，欢度年关，诗琳通公主每年都会出席庆祝典礼。2019年12月15日起每个周日的下午7点至晚间12点，耀华力路差伦武里路口至公司廊路口之间的路段会改为步行区。
售卖珠宝金银的华人金行亦是耀华力路的特色，金行的各式招牌显而易见。2002年时这里共有132家金行营业，是世界上金行最为密集的地区之一。因此耀华力路亦有“金路”的别称。

## 交通
曼谷巴士的如下路线在耀华力路设站：1, 4, 7（仅公司廊至差甲瓦段）, 21, 25, 40, 53, 73, 73ก, 507, 529, 542；共停靠四站：天华慈善医院、差伦武里（Charoen Buri）、老哒叻（Talat Kao）、越迪寺（Wat Tuek）。
曼谷地铁蓝线在此设龙莲寺站。

## 图册

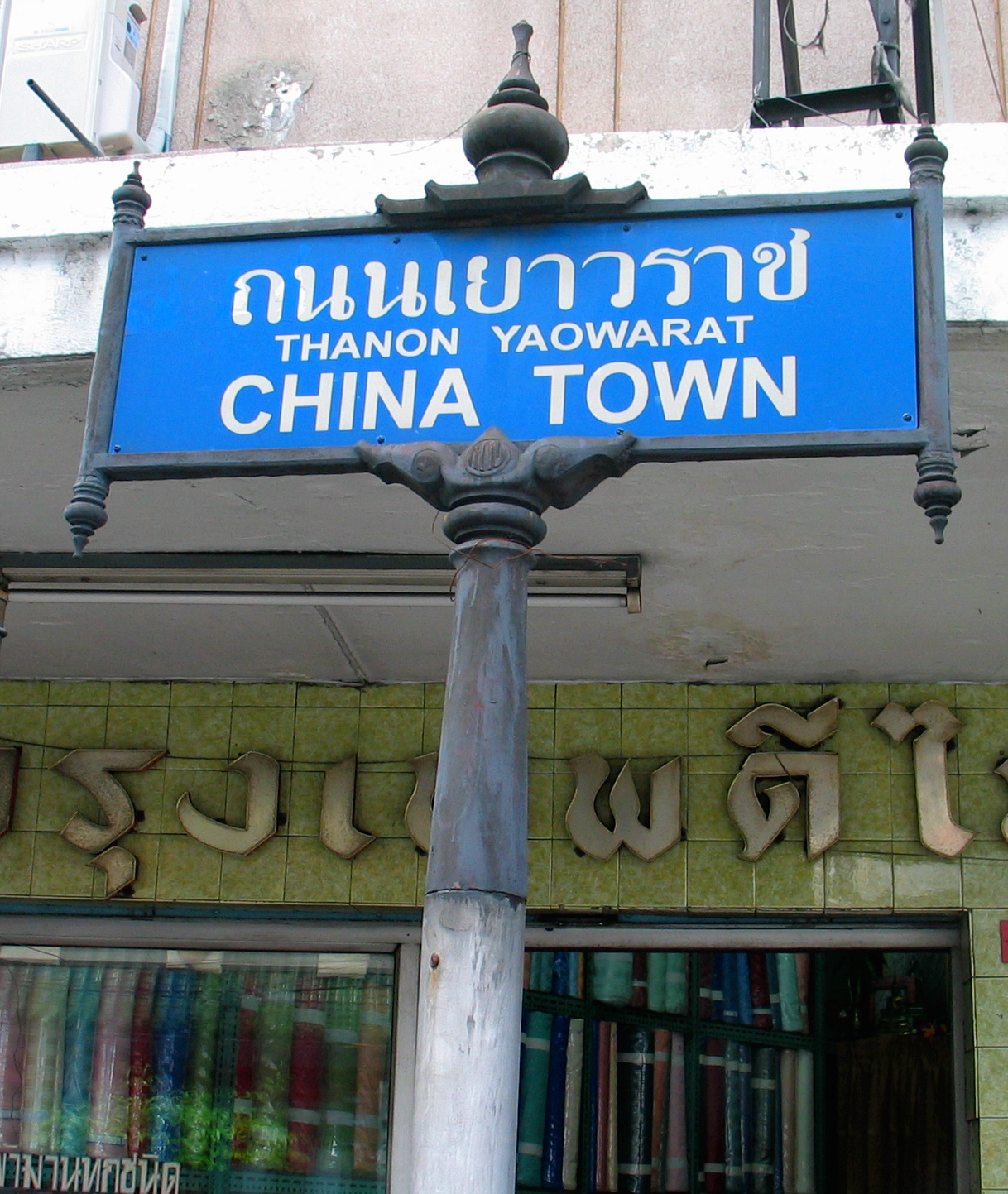
路牌
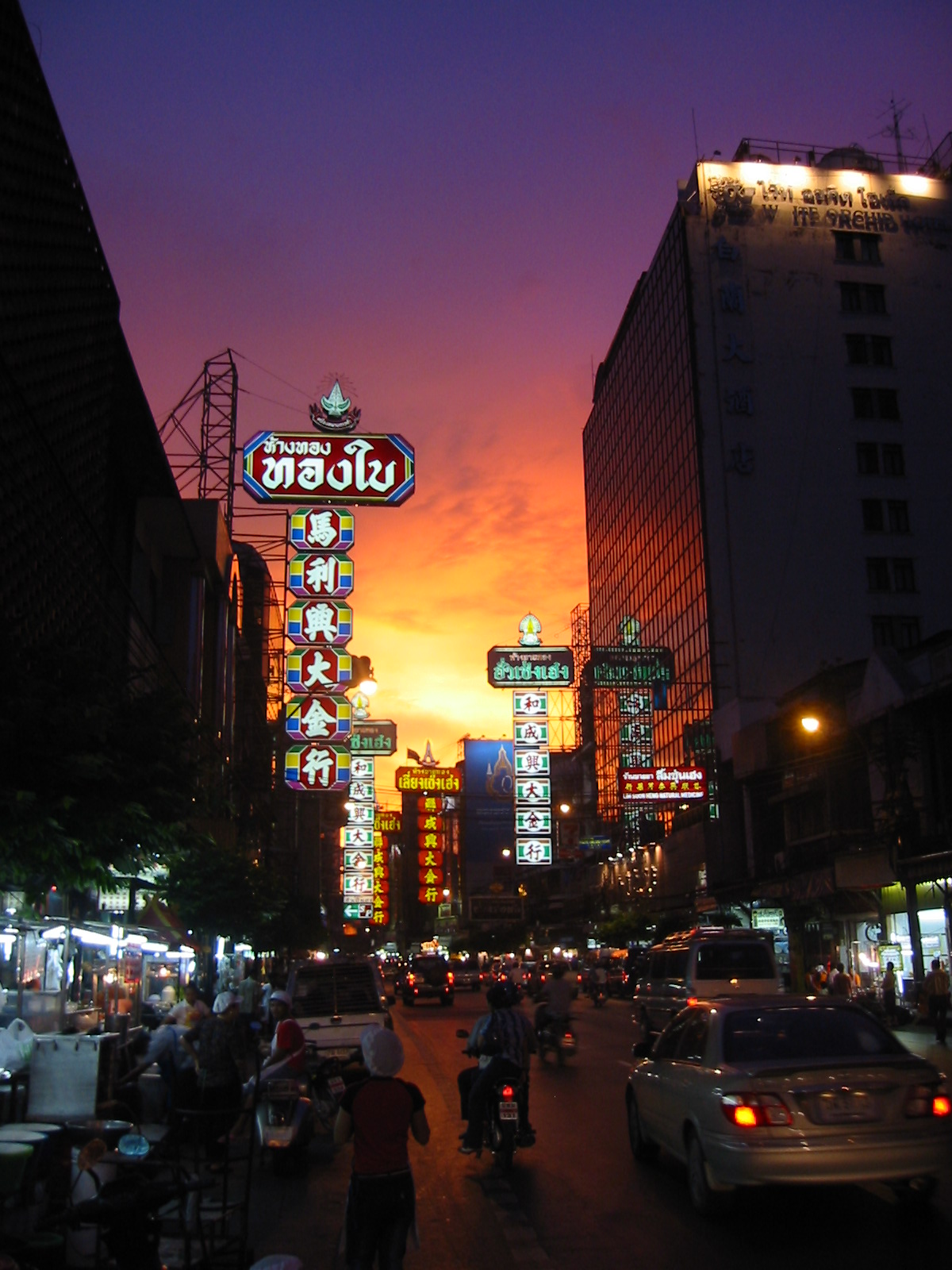
晚間燈火通明的耀華力路，两侧皆为小食摊贩
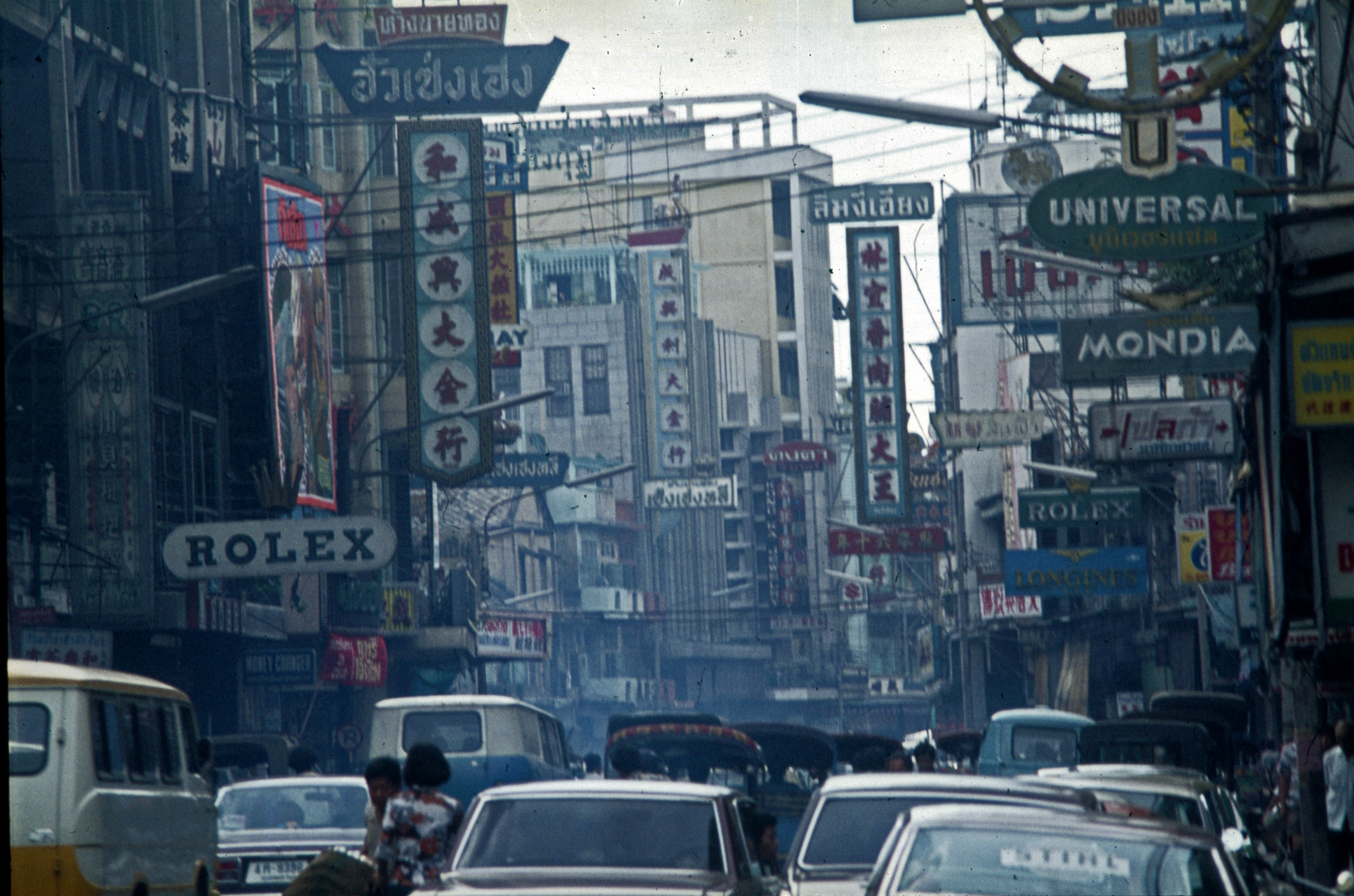
1976年的耀华力路
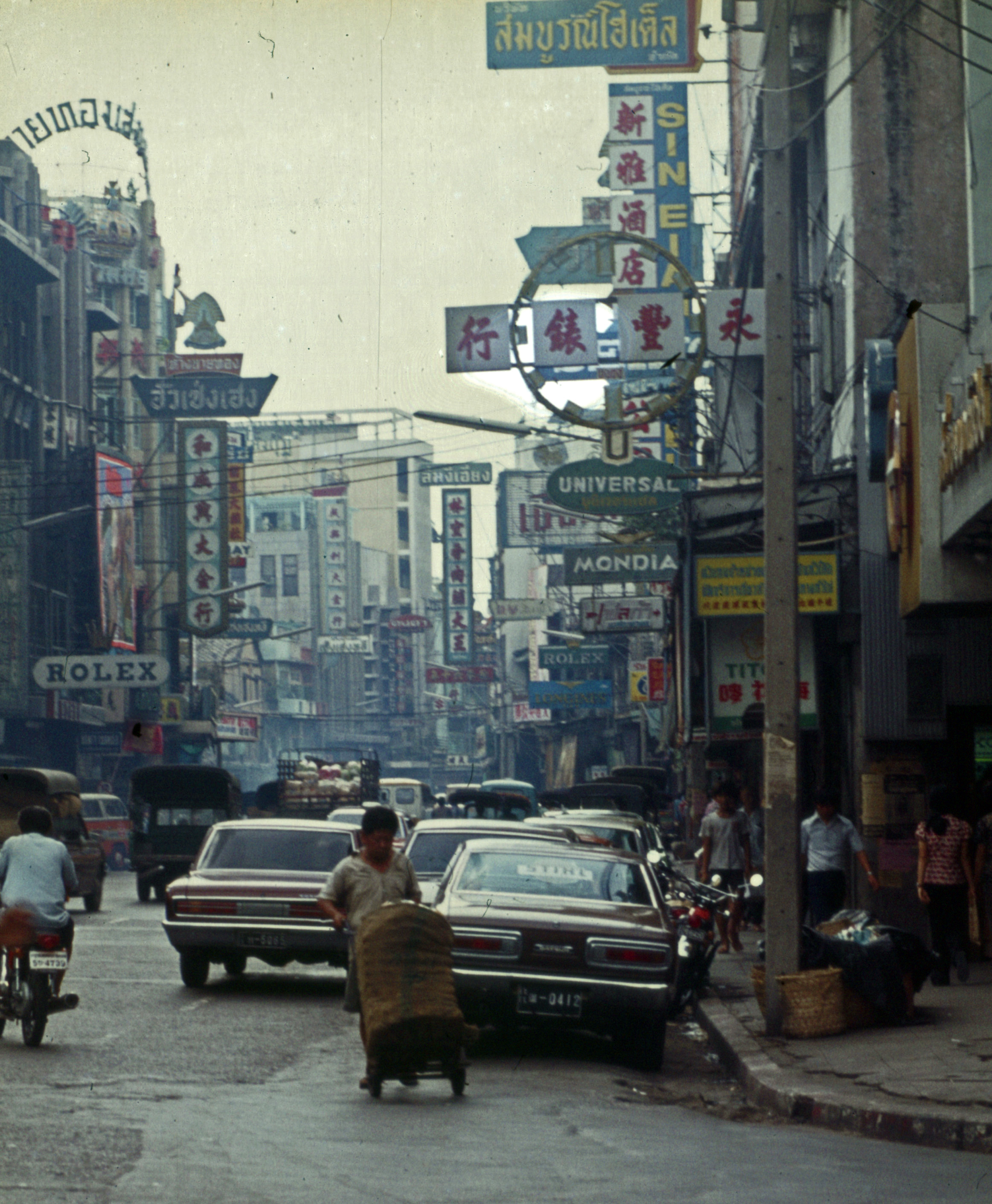
1976年的耀华力路
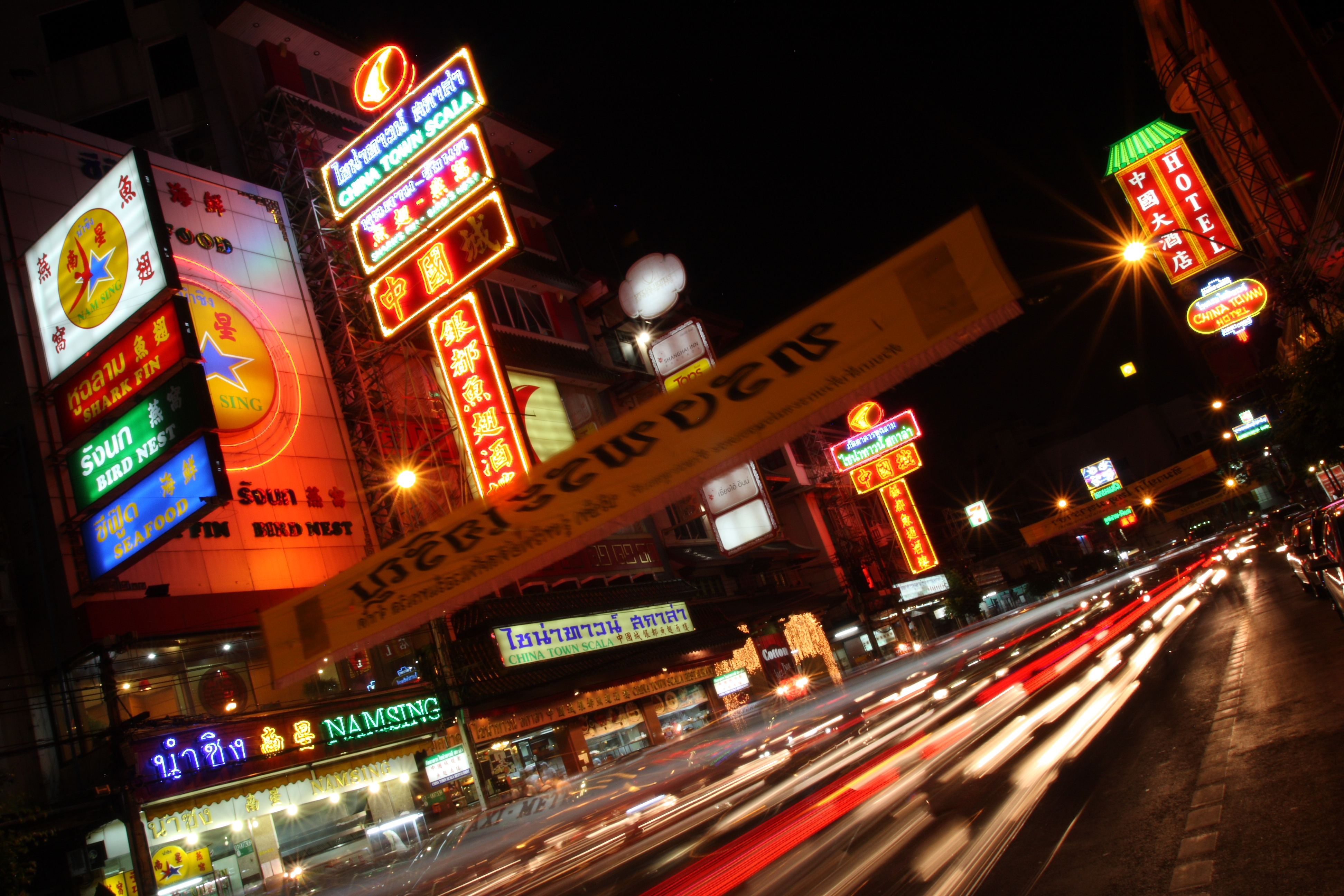
2010年夜景
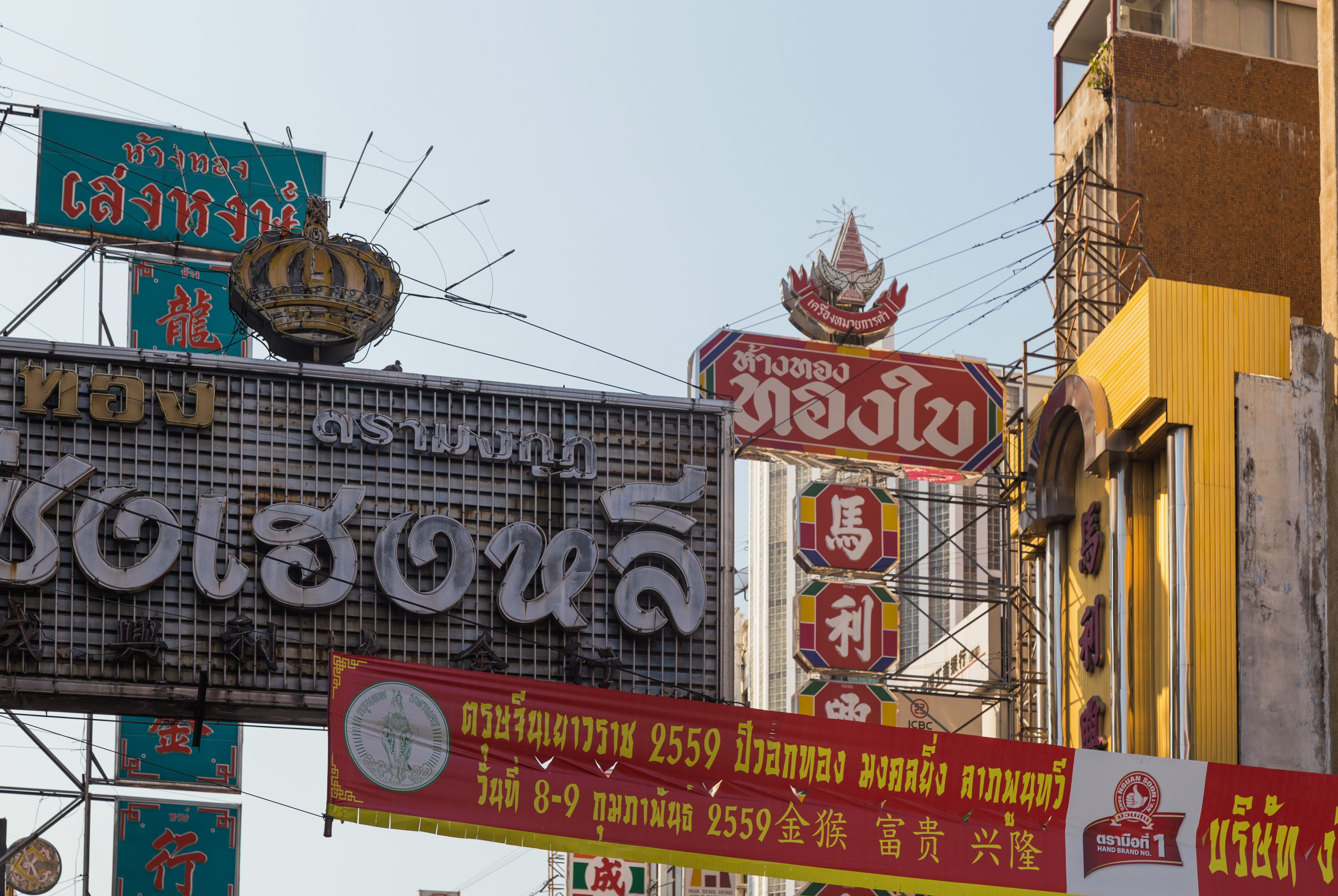
2016年
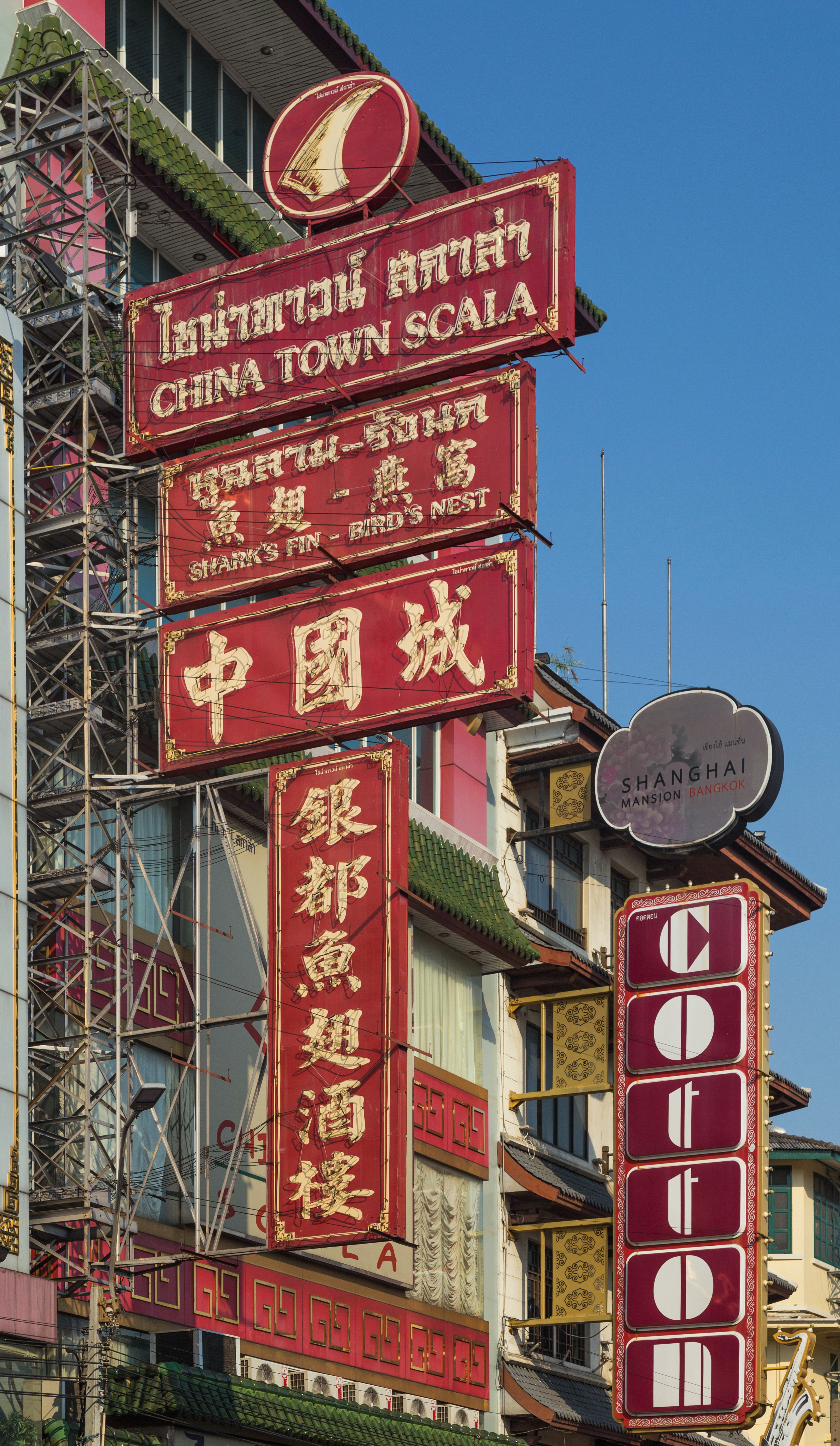
2016年
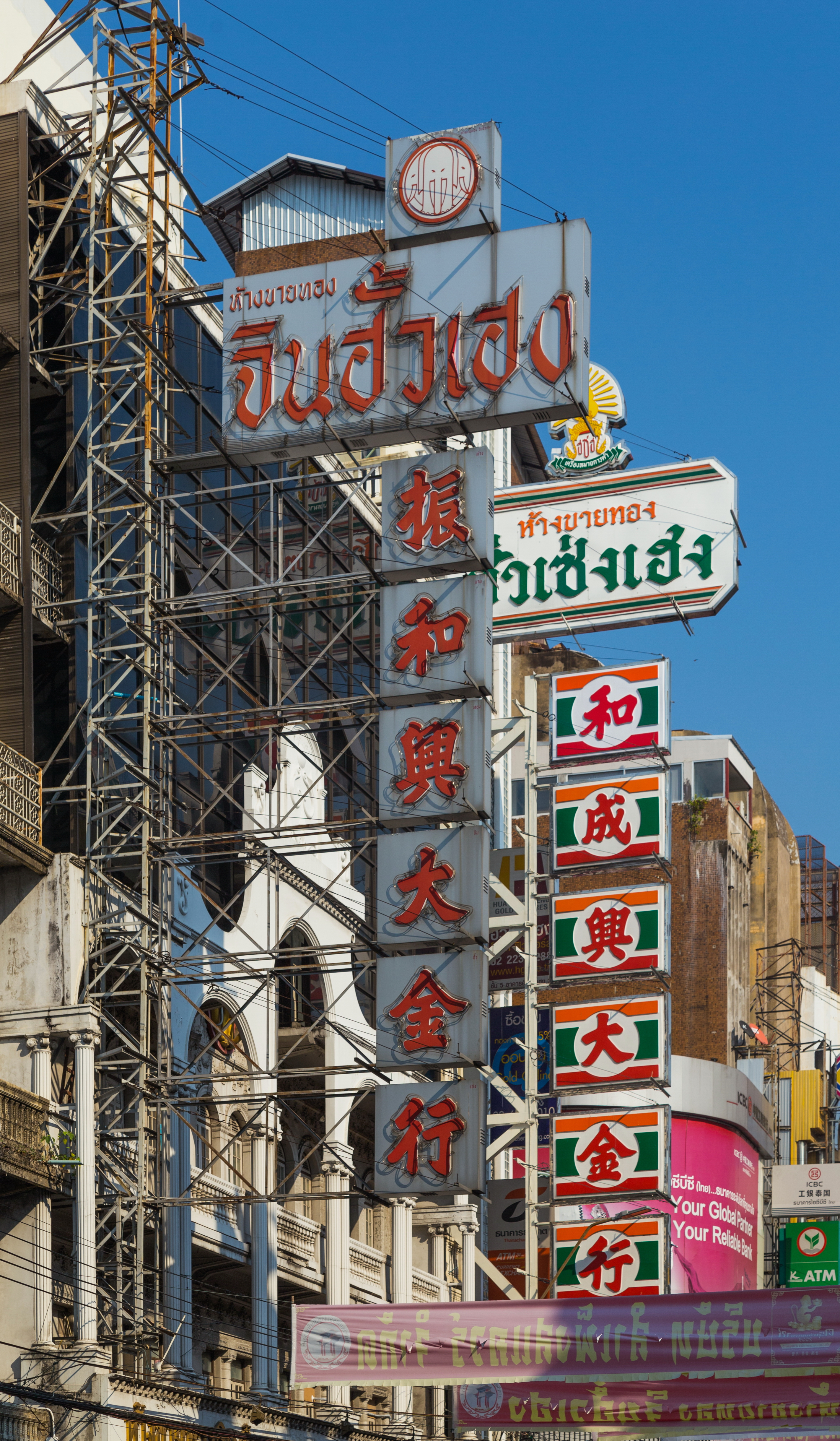
2016年
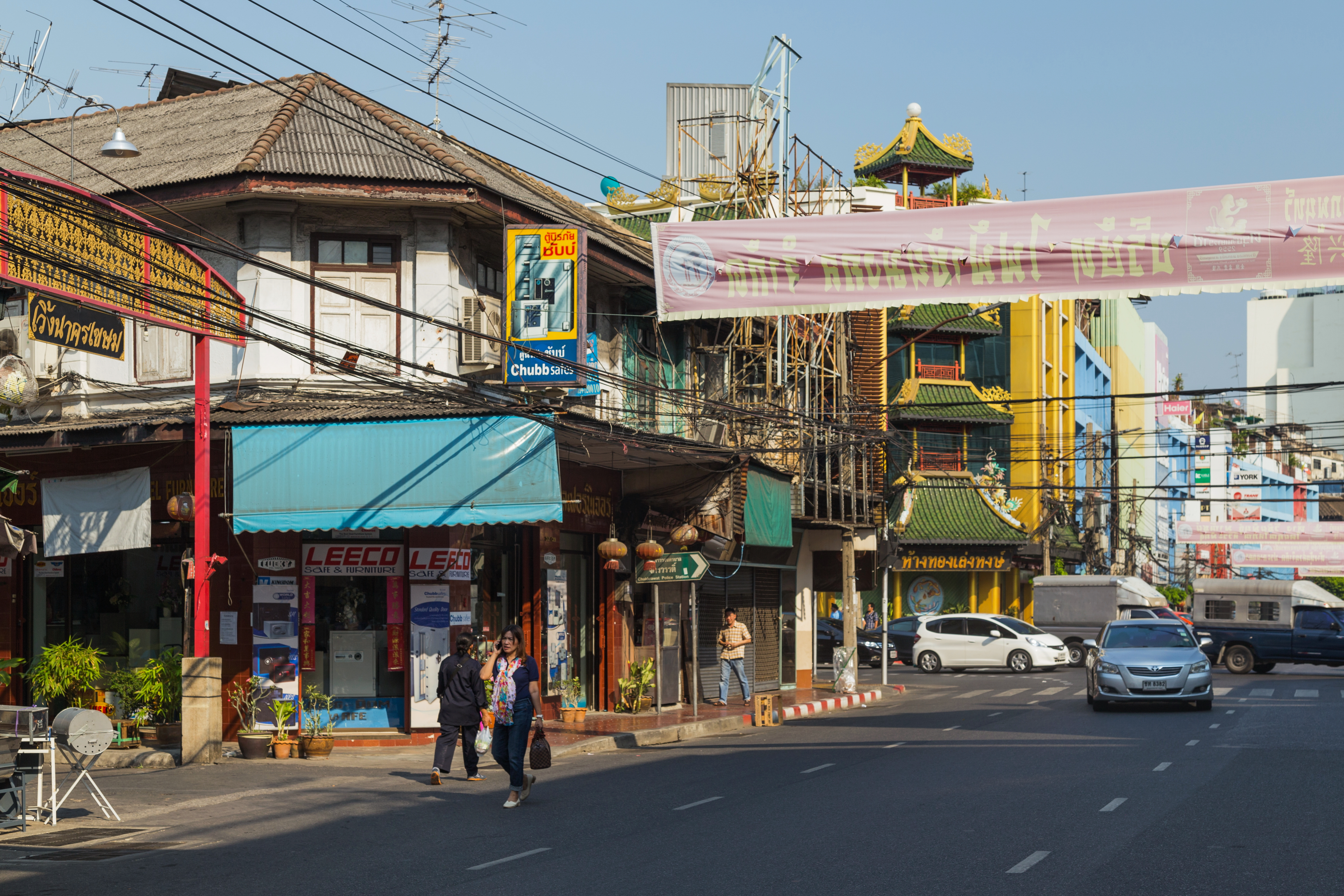
2016年
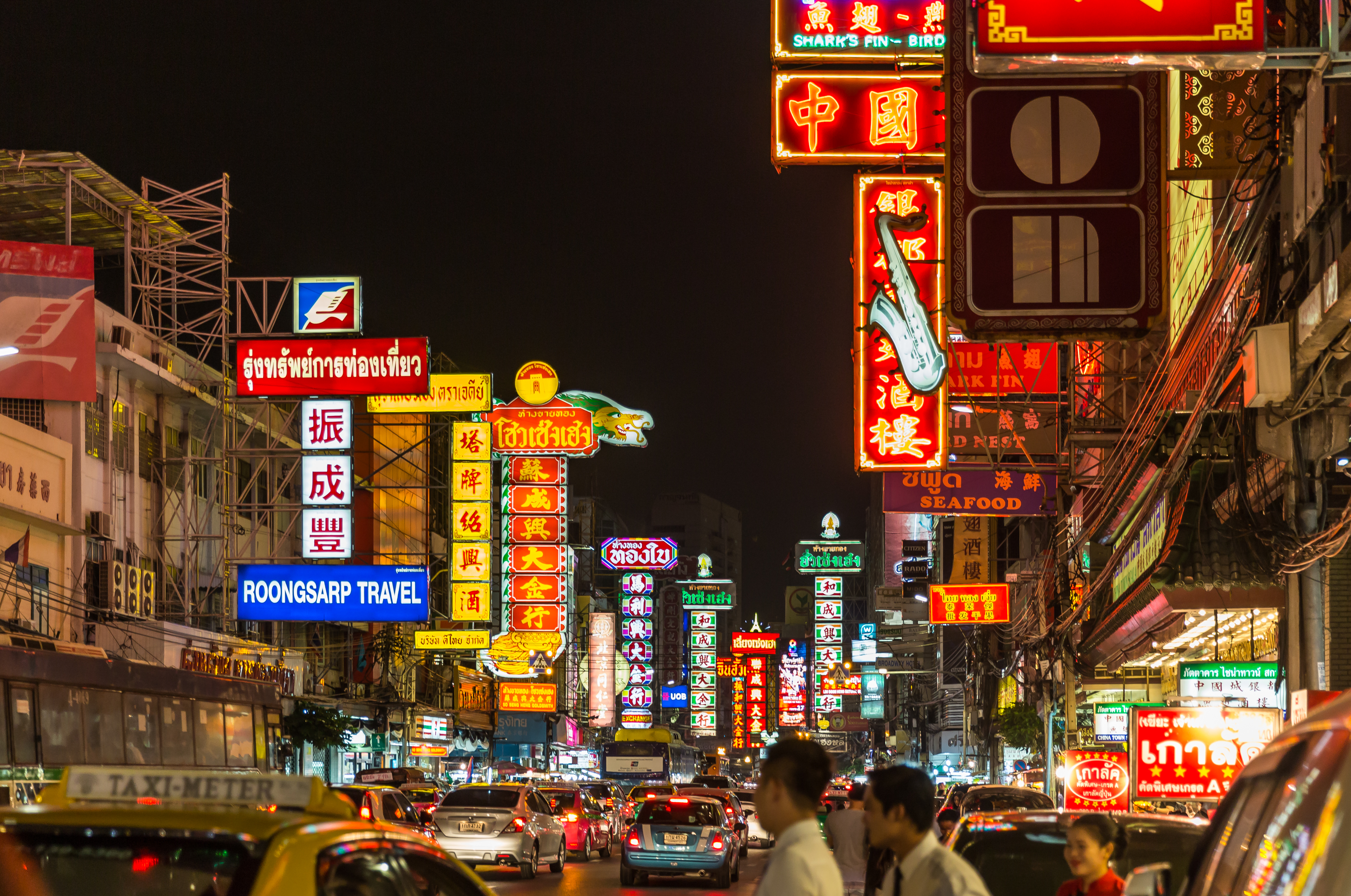
2017年夜景
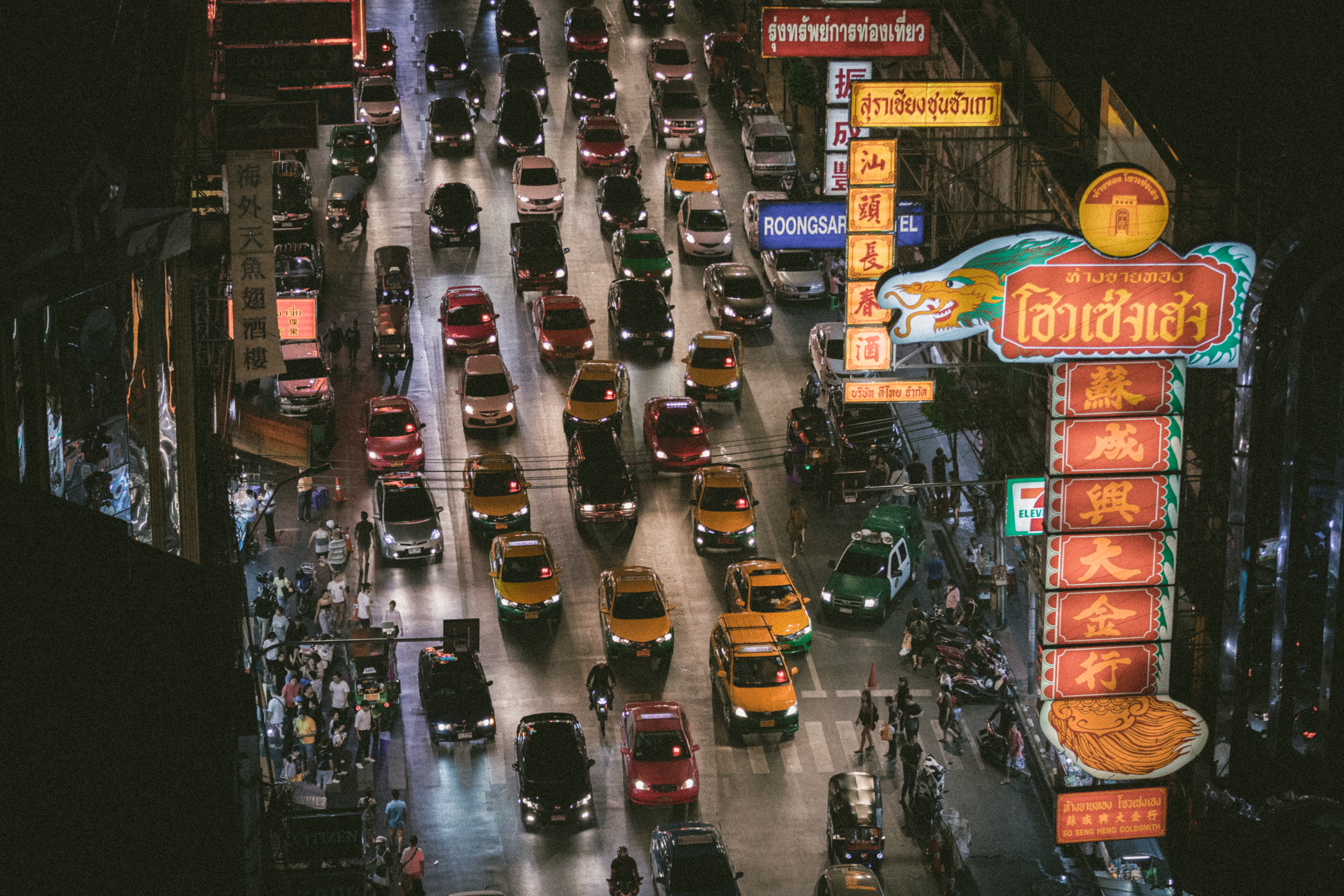
2017年，无人机航拍